# 2020年伏爾加-第聶伯航空4066號航班事故
2020年11月13日，伏爾加-第聶伯航空4066號航班自俄羅斯新西伯利亞托爾馬切沃機場起飛前往奧地利維也納國際機場時發動機發生故障，飛機返場迫降時衝出跑道導致飛機嚴重受損。

## 事發過程
該航班為貨運班機，裝載84噸貨物（汽車零部件），從韓國首爾仁川機場飛往奧地利維也納國際機場，中停俄羅斯托爾馬切沃機場。第一趟航段於當地時間飛11月12日17點39分抵達。第二趟航段於11月13日12點09分從25號跑道起飛，前往維也納。2號發動機在起飛過程中發生故障，一些碎片穿過機身和機翼，導致飛機的電源、煞車、ADS-B、無線電通訊失效，1號、3號、4號發動機均受損，與空中交通管制通訊也因此中斷。
飛機隨後返航並降落在托爾馬切沃機場，右前起落架無法在降落前正常放出，因煞車、擾流板與反推皆失效，導致飛機衝出跑道約300公尺，前起落架因不堪負荷而塌陷，機上14人皆沒有受傷。
由於一號發動機的控制線路遭破壞，3小時後才成功關閉1號發動機。
托爾馬切沃機場關閉至當地時間14:30，10個航班因此轉降其他機場。

## 調查
國際航空委員會負責調查此起事故。2021年2月18日，西伯利亞調查部門在新聞發佈會上確認2號發動機風扇盤故障是事故的主要原因。

## 後續
2020年11月25日，伏爾加-第聶伯航空宣布停飛旗下所有An-124，該決定是在發現60個發動機中的一些發動機存在缺陷後做出的。經過詳細檢查後，發動機將可重新投入使用。
伏爾加-第聶伯航空停飛An-124機隊後，安托諾夫國營公司重新將An-225投入營運，以支援已飽和運轉的An-124機隊。